# Aaadonta kinlochi
Aaadonta kinlochi es una especie de molusco gasterópodo terrestre de la familia Endodontidae en el orden de los Stylommatophora.

## Distribución geográfica
Es endémica de Palaos.